# Pré Tunney
Le pré Tunney (anglais : Tunney's Pasture) est un campus 49 ha (121 acre) situé dans la capitale canadienne d'Ottawa, en Ontario. Le complexe est exclusivement constitué de bâtiments du gouvernement fédéral. Il est bordé par la rue Scott au sud, l'avenue Parkdale à l'est, le Kichi Zibi Mikan au nord et le quartier du parc Champlain (en) à l'ouest. Bien qu'elle désigne le campus à proprement parler, les personnes vivant à proximité utilisent souvent l'expression Tunney's Pasture pour désigner le quartier au sens large.
Le complexe est desservi par la station Tunney's Pasture d'OC Transpo, un arrêt du système de transport rapide par autobus Transitway et le terminus ouest de la ligne de la Confédération du système de train léger O-Train d'Ottawa.

## Histoire
Avant son développement, cette zone, officiellement connue sous le nom de « Lot 35, Concession A, Canton de Nepean », était utilisée comme pâturage agricole, comme son nom l'indique encore. Elle était nommée d'après Anthony Tunney qui faisait paître ses vaches sur ce terrain vide. 
En tant que jeune homme, Anthony Tunney a émigré d'Irlande à Ottawa au cours des années 1860, s'est marié et a construit une maison au 201 avenue Parkdale. Le propriétaire du pâturage, l'Ottawa Lumber Merchants' Association, a embauché Tunney comme gardien du terrain et lui a permis de faire paître son bétail dans le champ. Bien que Tunney aurait pu en revendiquer la propriété parce qu’il en avait payé les impôts, il ne l’a jamais fait. En 1947, le gouvernement a exproprié le terrain, payant environ 700 000 $ à titre de règlement aux propriétaires. 
En 1950, la propriété a été intégrée au plan Greber qui prévoyait la transformer en un centre d'emploi gouvernemental au sein d'un campus calme et sécurisé ressemblant à un parc. Entre les années 1950 et 1960, 18 bâtiments de faible hauteur ont été construits avec une architecture moderne d'inspiration classique et des matériaux, une masse et une échelle similaires. La plupart d’entre eux combinaient des locaux destinés à la recherche et des bureaux sous un même toit. Cependant, à partir des années 1970, de nouveaux bâtiments et des ajouts ont été construits qui s'écartaient de la vision de Gréber, en introduisant des tours de bureaux de grande hauteur, de nouveaux styles architecturaux et de nouveaux matériaux de revêtement sur le site. En 1971, Énergie atomique du Canada limitée a construit un réacteur nucléaire SLOWPOKE-2 sur le site, qui a été déplacé vers un autre site en 1984. 

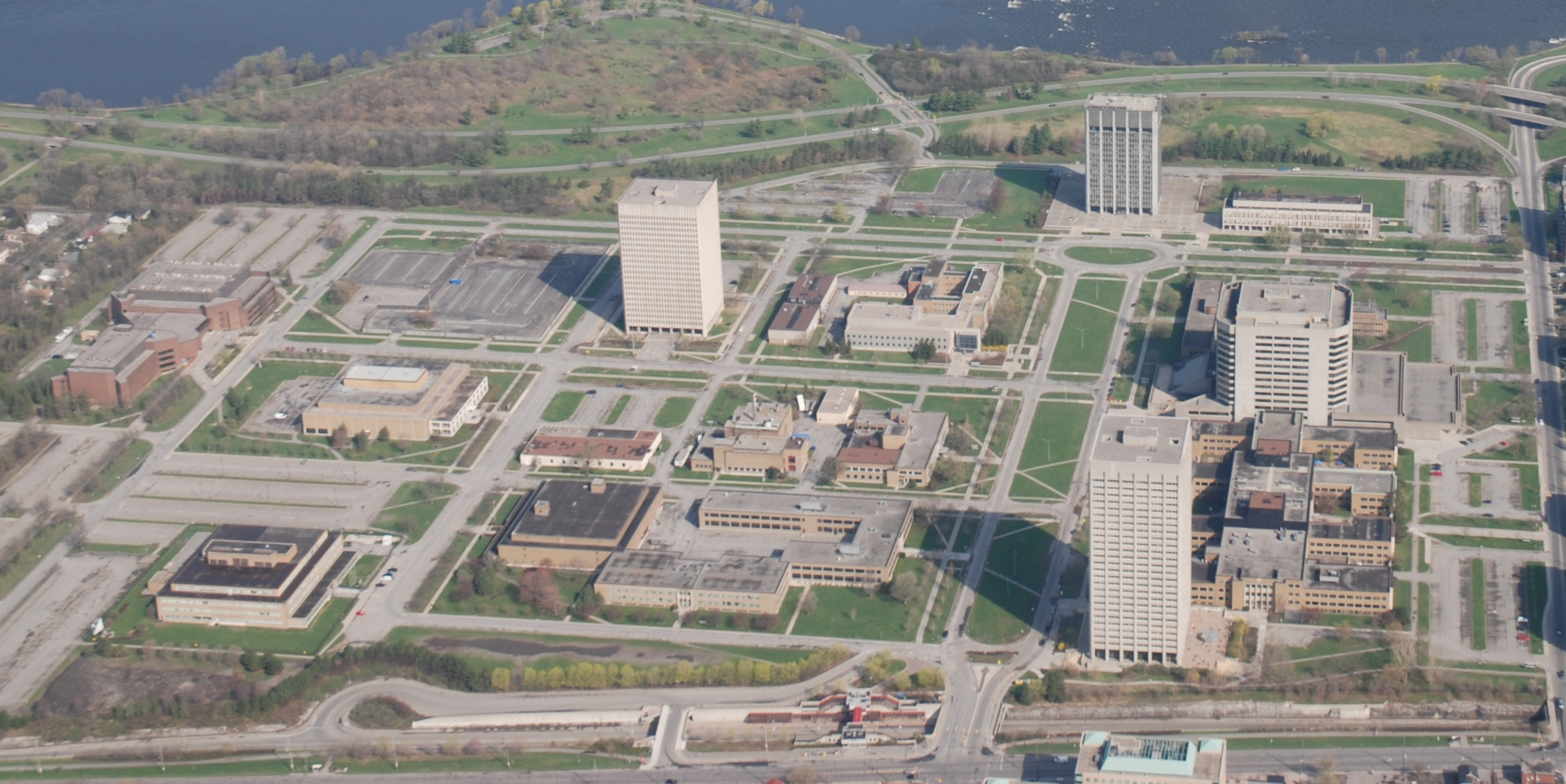
Tunney's Pasture en 2008, avant la démolition des bâtiments d'origine

Peu de développements ont eu lieu entre les années 1990 et les années 2010. En 2011, la plupart des bâtiments étaient considérés comme obsolètes et le site sous-utilisé. Travaux publics et Services gouvernementaux Canada a donc lancé un plan de réaménagement du campus étalé sur 25 ans, qui prévoit la construction de nouveaux immeubles de grande hauteur et des espaces commerciaux et résidentiels à usage mixte. Au total, le plan vise à doubler le nombre d’employés fédéraux à 20 000 et à ajouter entre 800 et 1 000 unités résidentielles,.  
En 2020, la modernisation a commencé avec la construction d'une toute nouvelle centrale de chauffage et de refroidissement qui sera plus économe en énergie et dotée d'un toit végétal. Elle remplacera l'ancienne centrale vers 2025. 

## Liste des bâtiments d'origine
Divers ministères et organismes occupent des bureaux, en tout ou en partie, dans le pré Tunney,.  
| Image | Nom                                                       | # d'immeuble | Adresse                             | Année de construction | Année de démolition | Locataire principal                | Surface au sol (m²) |
| ----- | --------------------------------------------------------- | ------------ | ----------------------------------- | --------------------- | ------------------- | ---------------------------------- | ------------------- |
|       | Immeuble R.H.-Coats                                       | Immeuble 1   | 100 promenade du pré Tunney         | 1974                  | n/a                 | Statistique Canada                 | 40 829              |
|       | Immeuble principal                                        | Immeuble 3   | 150 promenade du pré Tunney         | 1952                  | n/a                 | Statistique Canada                 | 39 237              |
|       | Édifice Jean-Talon                                        | Immeuble 5   | 170 promenade du pré Tunney         | 1979                  | n/a                 | Statistique Canada                 | 60 906              |
|       | Édifice Brooke-Claxton                                    | Immeuble 9   | 70 promenade Columbine              | 1964                  | n/a                 | Santé Canada                       | 20 972              |
|       | Immeuble Jeanne Mance                                     | Immeuble 19  | 200 promenade Eglantine             | 1970                  | n/a                 | Santé Canada                       | 32 755              |
|       | Laboratoire de lutte contre la maladie                    | Immeuble 6   | 100 promenade Eglantine             | 1954                  | n/a                 | Santé Canada                       | 11 247              |
|       | Immeuble de la protection de la santé                     | Immeuble 7   | 200 promenade du pré Tunney         | 1956                  | 2020-2021           | Santé Canada                       | 10 317              |
|       | Centre d’hygiène du milieu                                | Immeuble 8   | 50 promenade Columbine              | 1965                  | 2023                | Santé Canada                       | 7 008               |
|       | Bâtiment pour l’élevage des animaux de laboratoire        | Immeuble 12  | 100 promenade Chardon               | 1962                  | 2018                | Santé Canada                       | 3 073               |
|       | Centre de recherche Sir-Frederick-G.-Banting              | Immeuble 22  | 251 promenade Sir Frederick Banting | 1978                  | n/a                 | Santé Canada                       | 34 028              |
|       | Immeuble des Finances                                     | Immeuble 2   | 101 promenade du pré Tunney         | 1952                  | 2022                | Santé Canada                       | 7 203               |
|       | Édifce de l’Unité d’hygiène du travail                    | Immeuble 17  | 51 Promenade Chardon                | 1956                  | n/a                 | Santé Canada                       | 1 965               |
|       | Virus Laboratory                                          | Immeuble 10  | promenade Columbine                 | 1954                  | 2002-2005           | Santé Canada                       |                     |
|       | Centre général des documents des Archives nationales      | Immeuble 15  | 130 promenade Goldenrod             | 1957                  | 2018                | Bibliothèque et Archives Canada    | 17 044              |
|       | Centre des documents du personnel des Archives nationales | Immeuble 18  | 161 promenade Goldenrod             | 1965                  | n/a                 | Bibliothèque et Archives Canada    | 19 498              |
|       | Immeuble du laboratoire d’étalonnage                      | Immeuble 4   | 151 promenade du pré Tunney         | 1954                  | n/a                 | Mesures Canada                     | 4 463               |
|       | Édifce du ministère de la Défense nationale               | Immeuble 16  | 101 promenade Goldenrod             | 1962                  | n/a                 | Ministère de la défense nationale  | 16 602              |
|       | Annexe de l’immeuble des Finances                         | Immeuble 14  | 100 promenade Yarrow                | 1958                  | 2022                | Commission géologique du Canada    | 6 481               |
|       | Centrale de chauffage et de refroidissement               | Immeuble 13  | 50 promenade Chardon                | 1952                  | n/a                 |                                    | 1 719               |
|       | Enceinte Butler                                           | Immeuble 11  | 150 promenade Chardon               | 1955                  | n/a                 |                                    | 303                 |
|       | Immeuble d'Énergie Atomique du Canada                     | Immeuble 20  | 20 promenade Goldenrod              | 1955                  | 1999-2002           | Énergie atomique du Canada limitée |                     |
|       | Immeuble nucléaire Eldorado                               | Immeuble 21  |                                     | inconnue              | 1990s               |                                    |                     |